# 溫承惠
溫承惠（1754年—1832年），字景僑，山西太谷人。清朝官員。
溫承惠爲拔貢出身，以七品京官分吏部考功司行走；後遷文選司主事、本司員外郎、考功司郎中，調選司掌印。歷滿之後，出為陝西督糧道，陝西延榆綏道，延榆綏道，遷陝西按察使、布政使，河南布政使。後來又歷任江西巡撫，福建巡撫、署閩浙總督，授直隸總督。之後因為境內民亂降調他職。
溫承惠歷任軍政時期，常領軍對抗民變與盜賊動亂。如川陝民變或台灣蔡牽，他雖治軍甚篤，但動亂範圍始終過大，常因此而被降調論罪。

## 延伸阅读
[在维基数据编辑]
 《清史稿/卷358》，出自趙爾巽《清史稿》